# Ryan Richmond
Ryan Richmond (Toronto, Canadá, 21 de marzo de 1996) es un baloncestista canadiense con pasaporte de la República de Guyana. Con 1,85 metros de estatura, juega en la posición de base en el Coto Córdoba CB de la Segunda FEB, la tercera división española.

## Trayectoria deportiva
Es un baloncestista formado en la Williston Northhampton High School de Easthampton, Massachusetts hasta 2015 cuando ingresó en la Universidad de Bentley, para jugar durante cuatro temporadas la NCAA con los Bentley Falcons.
En la temporada 2021-22, firma por el UBC Münster de la ProB, la tercera división alemana, con el que promedia 18 puntos, cinco rebotes y 5,5 asistencias por partido.
En la temporada 2022-23, firma por el Art Giants Dusseldorf de la ProA, la segunda división alemana, donde promedia 15,6 puntos, y un 42,6% en T3 en cada encuentro.
El 2 de agosto de 2023, firma por el Club Melilla Baloncesto de la LEB Oro.
El 3 de noviembre de 2023, rescinde su contrato como jugador del Club Melilla Baloncesto. El 13 de enero de 2024 fichó por el SG Lützel-Post Koblenz de la ProA, la segunda división alemana.
En la primavera de 2024, se trasladó a los Edmonton Stingers de la liga canadiense CEBL. A finales de febrero de 2025, vuelve a España para firmar hasta final de temporada por el Coto Córdoba CB de la Segunda FEB.